# Ådalens industrimuseum
 Ådalens industrimuseum är ett planerat arbetslivsmuseum i Sandslån i Ångermanland. Museet är inrymt i Kejsarkasernen, en av flera likadana arbetarkaserner på en ö vid Sandslåns samhälle i Ångermanälven och ersatte Sandslåns flottningsmuseum i samma lokaler. Flottningsmuseet stängdes hösten 2021, varefter byggnaden (2021/2022) byggdes om för att sedan inrymma det nya museet.
Museet är inrymt i Kejsarkasernen, en av flera arbetarkaserner från 1920-talet.
Museet belyser Ådalens industriella historia, inklusive  timmerflottningsepoken vid mynningen av Ångermanälven 1872-1982, där världens förmodligen största timmerskilje var beläget. Där hanterades miljontals timmerstockar genom skiljet. År 1957 sorterades 23 miljoner stockar på ett år och över 700 personer arbetade här.